# Alphonsus Augustus Sowada
Alphonsus Augustus Sowada OSC (* 23. Juni 1933 in Avon, Minnesota, USA; † 11. Januar 2014) war ein US-amerikanischer Geistlicher und römisch-katholischer Bischof von Agats.

## Leben
Alphonsus Augustus Sowada trat der Ordensgemeinschaft des Ordens vom Heiligen Kreuz bei und empfing am 31. Mai 1958  die Priesterweihe.
Papst Paul VI. ernannte ihn am 29. Mai 1969 zum ersten Bischof von Agats. Der Apostolische Nuntius in Indonesien, Joseph Mees, spendete ihm am 23. November desselben Jahres die Bischofsweihe; Mitkonsekratoren waren Herman Tillemans MSC, Erzbischof von Merauke, und Rudolf Joseph Manfred Staverman OFM, Bischof von Djajapura.
Am 9. Mai 2001 nahm Papst Johannes Paul II. seinen Rücktritt aus gesundheitlichen Gründen an.